# Katharina Witt
Katharina Witt (* 16. Januar 1979 in Herford) ist eine ehemalige deutsche Squashspielerin.

## Karriere
Katharina Witt spielte 2001 erstmals auf der WSA World Tour. Ihre höchste Platzierung in der Weltrangliste erreichte sie mit Position 98 im Juli 2005.
Mit der deutschen Nationalmannschaft nahm sie 2004 und 2006 an der Weltmeisterschaft teil. 2001, 2003, 2004, 2006, 2007 und 2008 stand sie außerdem im Kader bei Europameisterschaften. Im Einzel erreichte sie 2005 bei der Europameisterschaft das Achtelfinale. Im selben Jahr vertrat sie Deutschland bei den World Games. Sie schied in der ersten Runde gegen Isabelle Stoehr aus. 2006 wurde sie nach einem Finalsieg gegen Karin Berière Deutsche Meisterin.
In der 1. Squash-Bundesliga spielte sie unter anderem für die Play Off Rackets Herford.

## Erfolge
- Deutsche Meisterin: 2006